# L'invasion vient de Mars
Pour les articles homonymes, voir Invaders from Mars.
Pour plus de détails, voir Fiche technique et Distribution.
L'invasion vient de Mars (Invaders from Mars) est un film américain réalisé par Tobe Hooper et sorti en 1986. Il s'agit d'un remake du film Les Envahisseurs de la planète rouge de William Cameron Menzies sorti en 1953.

## Synopsis
Un jeune garçon passionné d'astronomie essaie d'arrêter l'invasion de sa ville par des aliens qui s'emparent de l'esprit de ses habitants en contrôlant l'esprit humain au moyen d'un implant situé dans le cou de leurs victimes. Avec l'infirmière de son école, le garçon va tenter d'alerter et obtenir l'aide de l'armée américaine.

## Fiche technique
- Titre français : L'invasion vient de Mars
- Titre original : Invaders from Mars
- Réalisation : Tobe Hooper
- Scénario : Don Jakoby et Dan O'Bannon, d'après le scénario original de Richard Blake
- Musique : Christopher Young
- Photographie : Daniel Pearl
- Montage :  Alain Jakubowicz (de)
- Décors : Leslie Dilley
- Costumes : Carin Hooper
- Production : Yoram Globus et Menahem Golan
- Société de production et de distribution : Cannon Group
- Pays de production :  États-Unis
- Langue originale : anglais
- Budget : 12 millions de dollars
- Format : Couleur - son mono - 35 mm - 2.35:1
- Genre : science-fiction, horreur
- Durée : 92 minutes
- Dates de sortie :
  - États-Unis : 6 juin 1986
  - France : 3 septembre 1986

## Distribution
- Hunter Carson (VF : Jackie Berger) : David Gardner
- Karen Black (VF : Monique Thierry) : Linda Magnusson
- Timothy Bottoms (VF : Richard Leblond) : George Gardner
- Laraine Newman : Ellen Gardner
- Louise Fletcher : Mme McKeltch (alias A.E.I.O.U)
- James Karen (VF : Jean-Claude Michel) : le général Climet Wilson
- Eric Pierpoint (en) (VF : Vincent Violette) : le sergent major Rinaldi
- Christopher Allport : le capitaine Curtis
- Donald Hotton : le professeur Stout
- Bud Cort : le professeur Mark Weinstein
- Jimmy Hunt : le chef de police
- Kenneth Kimmins : l'officier Kenney
- Virginya Keehne : Heather
- William Frankfather : Ed, le père d'Heather

## Production
Le producteur Wade Williams racheta les droits auprès de William Cameron Menzies pour un montant cinquante fois supérieur à ce que ce dernier avait du débourser pour le scénario original de 1953. Steven Spielberg a un temps été envisagé pour réaliser le film. David Womark a participé, de manière non créditée, au scénario.
Les costumes du film sont l'œuvre de Carin Hooper, la femme du cinéaste, avec qui il avait déjà travaillé sur Lifeforce, l'Étoile du mal, Massacre à la tronçonneuse 2, Spontaneous Combustion et Crocodile.
Le tournage a lieu de juillet à novembre 1985. Il se déroule en Californie : Los Angeles (Eagle Rock, San Pedro), Calabasas, Malibu Creek State Park (en), Marine Corps Air Station El Toro. À Malibu Creek, des scènes sont tournées dans une maison construite pour Un million clé en main (Mr. Blandings Builds His Dream House), réalisé par H.C. Potter en 1948.

## Distinctions
- Nomination aux Razzie Awards 1986 du pire second rôle féminin pour Louise Fletcher et des pires effets spéciaux pour John Dykstra et Stan Winston[3].

## Novélisation
Ray Garton a signé la novélisation du film.

## Clins d’œil
Clins d’œil au film original :
- Jimmy Hunt, qui tenait le rôle principal de David MacLean dans la version originale, interprète ici le chef de la police. Sa dernière apparition au cinéma remontait à 1954[1].
- L'école porte le nom du réalisateur de la version de 1953, William Cameron Menzies.
- Quand les deux policiers rentrent dans la chaufferie à la poursuite de Linda et David, on peut voir une boule souvenir contenant un modèle réduit de l'entité martienne du film original.
- Au début du film, quand les parents mettent David au lit, son père ramasse un magazine appelé Fantascene ; ce magazine contient un article sur le tournage du film original.

Autres clins d’œil :
- Le film qui est diffusé lorsque David allume la télévision est Lifeforce, l'Étoile du mal, le film précédent réalisé par Tobe Hooper et traitant lui aussi d'une invasion extra-terrestre.
- Les détecteurs utilisés par le personnel de la NASA sont les mêmes que ceux utilisés par les membres de Starfleet dans Star Trek 2 : La Colère de Khan (1982).